# Стрикленд, Сверв
Стефон Стри́кленд (англ. Stephon Strickland, род. 30 сентября 1990, Такома, Вашингтон) — американский рестлер, в настоящее время выступающий в All Elite Wrestling (AEW), где он выступает под именем Сверв Стрикленд (англ. Swerve Strickland) и является бывшим чемпионом мира AEW. 
Он также известен по работе в WWE, где выступал под именем Исайя «Сверв» Скотт (англ. Isaiah "Swerve" Scott), он бывший однократный чемпион Северной Америки NXT.
Как Шейн Стрикленд, он наиболее известен по своей работе в Maryland Championship Wrestling (MCW), Major League Wrestling (MLW), Evolve Wrestling и Combat Zone Wrestling (CZW). Он бывший чемпион мира в тяжелом весе MLW, чемпион Evolve и чемпион мира в тяжелом весе CZW. Он также хорошо известен по выступлениям на шоу Lucha Underground, где он выступал под именем Киллшот. Кроме того, он бывший двукратный чемпион кабельного телевидения CZW.

## Ранняя жизнь
Стрикленд родился в Такоме, Вашингтон. Его отец был сержантом первого класса, поваром в армии США. Когда Стрикленду было два месяца, его отец перевез семью во Франкфурт, Германия, чтобы жить на американской военной базе. Первые семь лет своей жизни Стрикленд провел в Германии. После пребывания там они переехали в Маунт-Джой, Пенсильвания, где он учился в средней школе Донегала. В школе он преуспел в спорте, в частности, в американском футболе, баскетболе и легкой атлетике.
После окончания школы Стрикленд почувствовал необходимость «пойти по стопам отца» и записался в резерв армии США. Чтобы начать эту карьеру, Стрикленд отправился в Южную Каролину для прохождения базовой подготовки. Оттуда он отправился в Огасту, Джорджия, для прохождения углубленной индивидуальной подготовки. После этого он был направлен в Йорк, Пенсильвания, для завершения базовой подготовки.

## Личная жизнь
В настоящее время Стрикленд встречается с бывшей сотрудницей NXT Джесси Камеа. У него есть две дочери и сын, которые родились в начале 2010-х годов. Стрикленд является двоюродным братом бывшего полузащитника НФЛ Фреда Стрикленда.

## Титулы и достижения
- All Elite Wrestling
  - Чемпион мира AEW (1 раз)
  - Командный чемпион мира AEW (1 раз) — с Китом Ли[3]
- Combat Zone Wrestling
  - Чемпион мира CZW в тяжёлом весе (1 раз)[4][5]
  - Чемпион кабельного телевидения CZW (2 раза)[6]
- DEFY Wrestling
  - Чемпион мира DEFY (2 раза)[7]
  - Командный чемпион DEFY (1 раз) — с Кристофером Дэниелсом[8]
- Evolve
  - Чемпион Evolve (1 раз)[9]
- Ground Xero Wrestling
  - Чемпион уважения GXW (1 раз)[10]
- Lucha Underground
  - Чемпион трио Lucha Underground (2 раза)[11] — с А. Р. Фоксом и Вилли Маком (1) и Маком и Сыном Опустошения (1)
- Major League Wrestling
  - Чемпион мира MLW в тяжёлом весе (1 раз)[12][13]
  - Турнир за чемпионство мира MLW в тяжёлом весе (2018)[12]
- Next Generation Wrestling
  - Чемпион NGW (1 раз)[14]
- PCW Ultra
  - Чемпион PCW Ultra в тяжёлом весе (1 раз)[15]
  - Утралёгкий чемпион PCW (1 раз)[16]
- Pro Wrestling Illustrated
  - № 185 в топ 500 рестлеров в рейтинге PWI 500 в 2021[17]
- Vicious Outcast Wrestling
  - Гиперзвуковой чемпион VOW (1 раз)[18]
- Westside Xtreme Wrestling
  - Командный чемпион мира wXw (1 раз) — с Дэвидом Старром[19]
  - Всемирная лига команд (2016) — с Дэвидом Старром[20]
- WrestleCircus
  - Чемпион-рингмастер WrestleCircus (1 раз)[21]
- WWE
  - Североамериканский чемпион NXT (1 раз)[22][23]